# Psiloderces nasicornis
Psiloderces nasicornis là một loài nhện trong họ Ochyroceratidae. Loài này phân bố ở Celebes.